# Георги Сотиров
Георги Д. Сотиров (на английски: George D. Sotiroff) (27 юли 1910 г. София – 10 октомври 1986 г. Квебек) е деятел на ООН и канадски общественик от български произход.

## Биография
Георги Сотиров е роден в София на 27 юли 1910 г. Следва икономика и право в България, след което емигрира в Швейцария, където сключва брак с унгарката Ирене Тордай. Учи история и международни икономически отношения като следдипломна квалификация в Университета в Женева, а след това получава докторска степен по финанси от университета във Фрибур през 1943 г. След Втората световна война Сотиров остава в Швейцария, където работи в Международния Червен кръст и в централата на Организацията на обединените нации в Женева.
По линия на ООН Сотиров е изпратен от Женева в централата в Ню Йорк. Впоследствие той се мести в Канада където работи като икономист за провинциалните правителства на Саскачуан и Британска Колумбия, а по-късно и в областта на обществено здравеопазване. Той също така работи няколко години за Кралската комисия по двуезичието и бикултурализма и в по-късните си години е гостуващ професор по лингвистика в Университета в Лавал. Сотиров умира на 10 октомври 1986 г. в Сейнт Фоа, предградие на град Квебек.

## Исторически публикации
Сотиров пише няколко книги с историческа тематика, свързана с античната и доантична балканска история. През 1986 г. излизат „Езикът на Константин Велики“, заедно с монографията му „Elementa Nova Pro Historia Macedono-Bulgarica". Книгата е насочена към разкриване на сведения за езика, обичаите, именната система и други културни пластове, свързани с древните трако-македонци. Представлява сборник от различни статии, включващи „Езикът на Константин Велики“, „Орбини и Одисей в Огигия-Преслав“, „Предкирилска писменост в славянските земи“ и „Имената на езическите божества“. Друг принос в древната балканска история Георги Сотиров прави със своята книга „Убийството на Юстиниановата самоличност“. Книгите му имат ревизионистичен характер и са с автохтонистки уклон, подобно на трудовете на Ганчо Ценов. Като цяло Сотиров подкрепя тези сходни с идеите на илиризма и македонизма. Подобни ревизионистични възгледи са поддържани и от други учени в Канада, като историка-македонист Андрю Росос.